# Liste der Kirchen im Bistum Aachen

Regionen des Bistums Aachen

Die Liste der Kirchen im Bistum Aachen listet in Teillisten die römisch-katholischen Kirchen im Bistum Aachen auf. Die Kapellen des Bistums sind in der Liste der Kapellen im Bistum Aachen einsortiert, die profanierten Kirchen in der Liste der profanierten Kirchen im Bistum Aachen.

## Einzellisten
- Liste der Kirchen im Bistum Aachen – Region Aachen-Stadt
- Liste der Kirchen im Bistum Aachen – Region Aachen-Land
- Liste der Kirchen im Bistum Aachen – Region Düren
- Liste der Kirchen im Bistum Aachen – Region Eifel
- Liste der Kirchen im Bistum Aachen – Region Heinsberg
- Liste der Kirchen im Bistum Aachen – Region Kempen-Viersen
- Liste der Kirchen im Bistum Aachen – Region Krefeld
- Liste der Kirchen im Bistum Aachen – Region Mönchengladbach